# Straßenbaulast
Unter einer Straßenbaulast versteht man im Verkehrswesen und im Straßen- und Wegerecht die durch Gesetz übernommene Verpflichtung einer Gebietskörperschaft, den Straßenbau, die Änderung, Straßenerhaltung, Straßenunterhaltung und den Betrieb öffentlicher Straßenverkehrsflächen zu übernehmen.

## Allgemeines
Das Gemeinwesen eines Staates verteilt die Zuständigkeit für einzelne Straßen des gesamten Straßennetzes auf einzelne, hierarchisch gegliederte Gebietskörperschaften (Gliedstaaten). Die Straßenbaulast obliegt dabei meist einer Behörde, welche als Straßenbaulastträger die Straßenbau-, Unterhaltungs- und Verkehrssicherungspflicht wahrzunehmen hat.
Der Straßenbaulastträger ist das wesentliche Merkmal für die Klassifikation der Straßen nach Straßenkategorien.

## Landesspezifische Regelungen
In vielen Staaten gibt es eine mehrstufige Straßenverwaltung, welche die Verantwortung für die Umsetzung der ihnen zugeteilten Straßenbaulast trägt und die erforderlichen Maßnahmen finanziert und durchführt. Die genauen Zuständigkeiten können je nach Staat und politischem System variieren. Nur in Zentralstaaten übernimmt der Staat selbst die Zuständigkeit für alle Straßen.
Lediglich bei den Europastraßen ist der Straßenbaulastträger die national für die als Europastraße gewidmete Autobahn oder Nationalstraße zuständige Behörde.

### Deutschland
In Deutschland sind grundsätzlich der Bund der Straßenbaulastträger für die Bundesautobahnen und Bundesstraßen, die Bundesländer für die Landesstraßen, die Landkreise für die Kreisstraßen und die Gemeinden für die Gemeindestraßen. Davon abweichend können Ortsdurchfahrten von Bundes- und Landes- bzw. Staatsstraßen abhängig von der Einwohnerzahl auch in der Baulast der jeweiligen Gemeinde stehen. 
| Straßenkategorie                 | Straßenbaulastträger | Beispiele        |
| -------------------------------- | -------------------- | ---------------- |
| Bundesautobahnen Bundesstraßen   | Bund                 | A4 · B55         |
| Landesstraßen bzw. Staatsstraßen | Bundesländer         | L 232            |
| Kreisstraßen                     | Landkreise           | K 125            |
| Gemeindestraßen                  | Gemeinden            | Innerortsstraßen |

Diese Abgrenzung ist manchmal nicht transparent: Während in Köln die Straßenbaulast für die Deutzer Brücke bei der Stadt Köln liegt, ist Straßenbaulastträger der Rheinbrücke Köln-Rodenkirchen der Bund, weil sie eine Autobahnbrücke ist.
Die Straßenbaulast findet sich im Bundesrecht in § 3 Abs. 1 FStrG und umfasst „alle mit dem Bau und der Unterhaltung der Bundesfernstraßen zusammenhängenden Aufgaben“. Der Straßenbaulastträger hat gemäß § 3 FStrG für den Bau, die Unterhaltung und Verkehrssicherung der Straßen zu sorgen. Das gilt auch für den Brückenbau, sofern es sich um Straßenbrücken handelt. Zur Verkehrssicherungspflicht gehört auch bei Schnee- und Eisglätte die Räumung und Streuung sowie die Bauaufsicht: Hochbauten dürfen entlang der Autobahnen nur mit einem Abstand von 40 Metern, entlang der Bundesstraßen ab 20 Meter von der Fahrbahn errichtet werden. Die Straßenbaulastträger haben nach ihrer Leistungsfähigkeit die Straßen in einem dem regelmäßigen Verkehrsbedürfnis genügenden Zustand zu bauen, zu unterhalten, zu erweitern oder sonst zu verbessern; dabei sind die sonstigen öffentlichen Belange einschließlich des Umweltschutzes sowie die Belange der Menschen mit Behinderungen und der Menschen mit Mobilitätsbeeinträchtigungen mit dem Ziel, möglichst weitreichende Barrierefreiheit zu erreichen, zu berücksichtigen.

### Österreich
In Österreich ergibt sich hinsichtlich des zuständigen Straßenbaulastträgers folgende Einteilung: 
| Straßenkategorie       | Straßenbaulastträger | Beispiele           |
| ---------------------- | -------------------- | ------------------- |
| Autobahn Schnellstraße | Österreich           | A1 · S1             |
| ehem. Bundesstraße     | Bundesländer         | B1                  |
| Landesstraße           | Bundesländer         | L1                  |
| Gemeindestraße         | Gemeinden            | ohne Nummern system |

### Schweiz
Die Schweiz nimmt hinsichtlich des zuständigen Straßenbaulastträgers folgende Einteilung: vor:
| Straßenkategorie             | Straßenbaulastträger | Beispiele            |
| ---------------------------- | -------------------- | -------------------- |
| Nationalstrasse              | Schweiz              | A1                   |
| Hauptstrasse                 | Schweiz              | H1                   |
| Staatsstrasse                | Kanton               | 3                    |
| Nebenstrasse Gemeindestrasse | Gemeinde             | ohne Nummern- system |

### Vereinigte Staaten
Die Straßenbaulast (englisch duty to construct and maintain roads) ist in den USA wie folgt verteilt:
| Straßenkategorie      | Straßenbaulastträger      | Beispiele                                               |
| --------------------- | ------------------------- | ------------------------------------------------------- |
| Interstate Highway    | Vereinigte Staaten        | Interstate 90 ( I-90)                                   |
| United States Highway | Bundesstaaten Montana     | United States Highway 200, darin: Montana Highway 200   |
| State Route           | Bundesstaaten Kalifornien | California State Route 1 California State Route 55      |
| Provincial Road       | Counties                  | „Pennsylvania Route 340“ from Philadelphia to Lancaster |

Freeways und Expressways sind ortsnahe Schnellstraßen, deren Straßenbaulast meist dem Bundesstaat, einem County oder einer Municipality zugeteilt sind.

## Abgrenzung
Auch wenn sprachlich die Straßenbaulast wie eine Unterart der Baulast erscheint, sind beide völlig unterschiedlich. Die im deutschen Bauordnungsrecht vorkommenden Baulasten sind gemäß § 61 Abs. 1 BauGB die einem privaten Grundstückseigentümer von der Baugenehmigungsbehörde auferlegten öffentlich-rechtlichen Verpflichtungen zu einem das Grundstück betreffenden Tun, Dulden oder Unterlassen, die etwa durch Bauauflagen dem Eigentümer auferlegt werden können. 